# Виктор III
Ви́ктор III (лат. Victor PP. III; в миру Давферий Епифа́ний, князь Беневе́нтский, итал. Dauferio (или Desiderio) Epifani, в монашестве — Дезидерий; около 1027 или 1027, Беневенто, Кампания — 16 сентября 1087, Аббатство Монтекассино, Кассино) — Папа Римский с 24 мая 1086 года по 16 сентября 1087 года.

## Ранние годы и аббатство
Давферий родился в 1026 или 1027 году в Беневенто. После смерти отца в битве с норманнами в 1047 году его попытались насильно женить, но он бежал и, хотя был возвращен, сбежал повторно. Он отправился в Кава-де-Тиррени, где получил разрешение на присоединение к монахам монастыря Святой Софии в Беневенто. Там он принял постриг под именем Дезидерий. Жизнь в монастыре Святой Софии оказалось недостаточно строгой для молодого монаха, и он отправился на островной монастырь Тремите Сан-Николо в Адриатическом море, а в 1053 году присоединился к отшельникам на горе Маелла в Абруцци. Примерно в это время сведения о нем были доведены до папы Льва IX, и существует вероятность того, что папа поручил ему мирные переговоры с норманнами после битвы при Чивитате.
Несколько позже Дезидерий прибыл ко двору папы Виктора II во Флоренции. Там он встретил двух монахов из знаменитого бенедиктинского монастыря Монтекассино, и с разрешения папы в 1055 году прибыл туда и присоединился к монахам. Настоятелем монастыря считался сам папа римский. В 1057 году папа Стефан IX прибыл в Монтекассино на Рождество и, полагая, что умирает, приказал монахам избрать нового настоятеля. Их выбор пал на Дезидерия. Папа выздоровел, и, желая сохранить аббатство за собой, назначил своим легатом в Константинополе. В Бари, откуда он собирался отплыть на Восток, его застало известие о смерти папы. Получив охранную грамоту от Роберта Гвискара, норманнского графа Апулии, он вернулся в свой монастырь и был должным образом рукоположён кардиналом Гумбертом на Пасху 1058 года. Год спустя папа Николай II возвел его в достоинство кардинала-пресвитера церкви Санта-Чечилия и ввел в коллегию кардиналов
Дезидерий перестроил церковь и монастырские здания, совершенствовал библиотеку и укрепил монашескую дисциплину. 1 октября 1071 года новая базилика Монтекассино была освящена папой Александром II. Репутация Дезидерия увеличивала благосостояние аббатства. Деньги тратились на церковные украшения, в том числе на большой золотой алтарь из Константинополя, украшенный драгоценными камнями и эмалями. Дезидерий также был назначен папским викарием в Кампании, Апулии, Калабрии и княжестве Беневенто с особыми полномочиями в проведении реформы монастырей. Так высока была его репутация, что он получил разрешение римского понтифика назначить епископов и игуменов из числа своих бенедиктинских братьев.
В течение двух лет после освящения новой базилики монастыря Александр II скончался, и ему наследовал Хильдебранд — папа Григорий VII. Дезидерий неоднократно оказывал помощь папе против норманнов Южной Италии. Уже в 1059 году он убедил Роберта Гвискара и Ричарда из Капуи стать вассалами Святого Престола на своих недавно завоеванных территориях. В 1074 и 1075 годах Дезидерий выступал в качестве посредника от имени папы в переговорах норманнскими князьями, и даже когда последние были в состоянии войны с папой, они по-прежнему сохраняли хорошие отношения с Монтекассино. В конце 1080 года Дезидерий привлек норманнские войска для помощи Григорию. В 1084 году, когда Рим был в руках Генриха IV, а папа осажден в замке Святого Ангела, Дезидерий предупредил императора и папу о приближении армии Гвискара.

## Папство

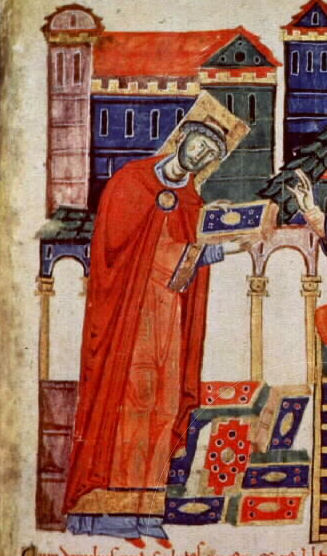
Папа Виктор III

Дезидерий, хоть и был сторонником реформ Григория VII, он принадлежал скорее к умеренной партии и не поддерживал папу. Тем не менее, когда Григорий лежал при смерти в Салерно 25 мая 1085 года, аббат Монтекассино был одним из тех, кого он рекомендовал кардиналам южной Италии как наиболее подходящего преемника. Римский народ изгнал антипапу Климента III, и Дезидерий прибыл в город для участия в выборах. Кардиналы выдвинули его главным кандидатом, но Дезидерий отказался и отбыл в Монтекассино. Когда пришла осень, он сопровождал армию норманнов в Рим. Однако, когда ему стало известно о заговоре между кардиналами и норманнскими князьями по поводу возложения на него папской тиары, он отказался войти в город. В итоге выборы были отложены. В районе Пасхи епископы и кардиналы собрались в Риме и вызвали Дезидерия и кардиналов, чтобы, наконец, решить вопрос о новом понтифике.
23 мая состоялся большой совет духовенства, и Дезидерий был снова отказался принять папство, угрожая вернуться в свой монастырь в случае давления. На следующий день, в праздник Пятидесятницы, та же сцена повторилась. Тогда римский консул Сенсий предложил избрать папой Одо, кардинала-епископа Остии (впоследствии — папа Урбан II), но предложение было отклонено, поскольку Одо был всего лишь епископом.
В итоге Дезидерий уступил воздействию кардиналов, и 24 мая 1086 года был провозглашён новым папой под именем Виктора III. Однако его избрание не было признано императором Священной Римской империи Генрихом IV и Дезидерий был вынужден бежать из Рима, оккупированного ставленником императора антипапой Климентом III. Еще почти год Виктор оставался в Монтекассино. В середине Великого поста 1087 года конфликт был улажен, Дезидерий на соборе в Капуе торжественно согласился занять папский престол и подтвердил своё тронное имя в присутствии норманнских князей, консула Сенсия и римской знати.
Епископская хиротония и интронизация Виктора III состоялись 9 мая 1087 года в соборе Святого Петра, как только из Рима был изгнан Климент III норманнами.
В июне 1087 года папа Виктор вернулся в город, но был вынужден вновь покинуть Рим, который был осаждён войсками антипапы Климента. Он вернулся в Монтекассино, и в августе того же года в Беневенто им был созван церковный собор, который отлучил Климента III, провозгласил своего рода крестовый поход против сарацин в Северной Африке и подверг анафеме Гуго Лионского и аббата Ричарда Марсельского.
Совет длился три дня, и за это время Виктор серьезно заболел и удалился в Монтекассино, чтобы умереть 16 сентября 1087 года. Его погребли в усыпальнице возведённой им монастырской базилики.

## Почитание
Вскоре после смерти началось местное почитание папы Виктора III. Официально он был провозглашён блаженным 23 июля 1887 года папой Львом XIII. Память блаженного папы Виктора совершается 16 сентября и 16 октября.

## Сочинения
Виктор написал трактат «Диалоги» о чудесах, совершенных святым Бенедиктом и другими святыми в Монтекассино. Сохранилось также письмо к епископам Сардинии, куда он послал понахов, еще будучи аббатом Монтекассино. В своем «De Viris Illustribus Casinensibus» Пётр Диакон приписывает ему трактат «Cantus ad B. Maurum» и письма к королю Филиппу I Французскому и Гуго Клюнийскому, которые не сохранились.